# Nata Femmena
Nata Femmena è un docu-film del 2018 diretto da Pasquale Formicola e Elisabetta Rasicci. L'opera si incentra sulla figura del femmeniello napoletano, sulla transessualità e sulla cultura drag queen.

## Trama
Il documentario si concentra su 3 protagonisti:
- Alessia Cinquegrana vive ad Aversa e per lo Stato Italiano è una donna a tutti gli effetti, nonostante non abbia affrontato l’operazione chirurgica finale. Nel 2017 ha sposato Michele con un rito religioso che l’ha portata a uno scontro con la Chiesa Cattolica. L’accettazione non c’è stata pienamente e dopo essersi aperta un negozio d’abbigliamento è pronta a diventare mamma. L’adozione di una bambina è però per lei una grazia da chiedere davanti al Santuario della Madonna dell’Arco.
- Alessandro Saggiomo è un giovane piastrellista di Scampia, che al calar del sole diventa la drag queen Mamy O’Hara. La sua forza è stata avere al proprio fianco i genitori che l'hanno sostenuto. Il suo volere non è diventare una trans, perché si sente maschio ma, piuttosto, sogna di essere una star e così partecipa a un talent show (in onda su una tv privata napoletana).
- Le loro storie sono tenute insieme da uno dei più influenti drammaturghi napoletani, Enzo Moscato. Nel suo dramma Scannasurice aveva usato negli anni ’80 un femminiello come simbolo della cultura napoletana.

## Messa in onda
Il film è andato in onda per la prima volta il 19 luglio 2018, alle 23:45, su Rai 3.